# Walla Walla Vallis
La Walla Walla Vallis è una struttura geologica della superficie di Marte.